# Karl Begas (scultore)
Karl Begas, o Carl Begas o Karl Begas der Jüngere (Carl Begas il Giovane) (Berlino, 23 novembre 1845 – Köthen, 21 febbraio 1916), è stato uno scultore tedesco.

## Biografia

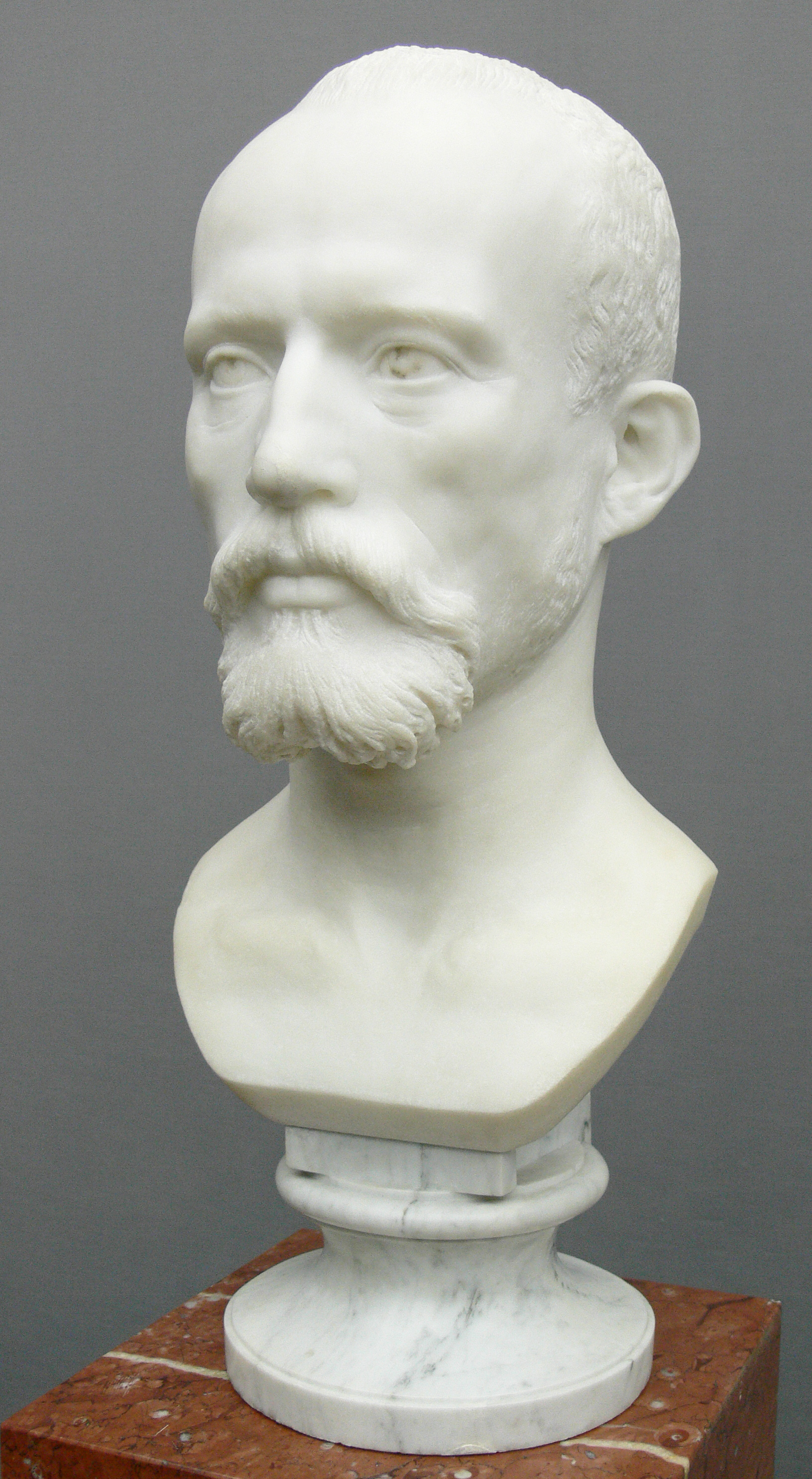
Karl Begas: Busto, opera di Hans von Marées, 1878

Carl Begas era figlio del pittore Carl Joseph Begas e fratello minore di Oskar, Reinhold e Adalbert. Apprese la tecnica scultorea nell'atelier del fratello Reinhold, alla cui concezione naturalistica si adeguò.
Tra il 1869 e il 1873 soggiornò a Roma, ove produsse diversi busti di persone e nel 1876 espose un gruppo scultoreo dal titolo Fauno che scherza con un bambino, cui seguì nel 1878 il gruppo Fratelli. Nel 1880 espose un busto marmoreo dell'Imperatore per la Gemäldegalerie di Kassel, nel 1882 due figure in pietra calcarea per l'Università di Kiel e due figure di sfingi per l'edificio governativo di Kassel.
Nel 1889 divenne professore nell'Accademia d'Arte di Kassel.
Rientrato a Berlino, espose al pubblico ulteriori grosse opere.
Tra il 1904 e il 1906 realizzò la statua dell'imperatrice Augusta Vittoria. Subito dopo l'espose nel Rosengarten del Nuovo Palazzo di Sanssouci. Dopo la fine della monarchia la sistemò nel Tempio Antico (Antikentempel) di fronte al Nuovo Palazzo. Qui nel 1921, anche a questo scopo, la salma dell'ex imperatrice fu traslata da Huis Doorn a Potsdam. Dopo il 2000 la statua è stata sistemata nella Casa della Storia nel Neuen Kutschstall a Potsdam.

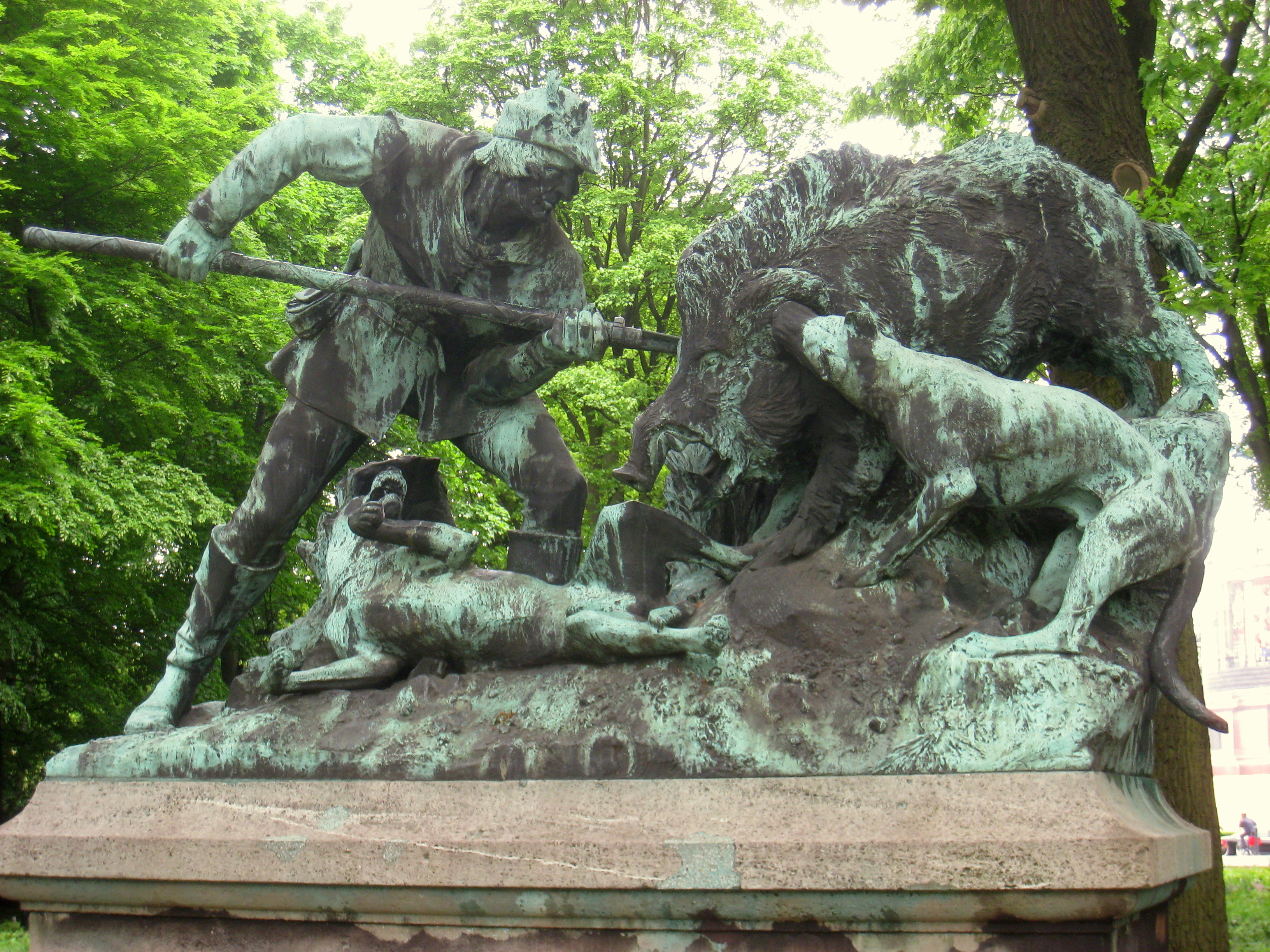
Caccia al cinghiale ai tempi di Gioacchino Scultura di Karl Begas, Fasanerieallee, Berlino

Per il berlinese Siegesallee (Viale della Vittoria) Karl Begas realizzò il gruppo con la statua del margravio ascanide Ottone I di Brandeburgo e il busto di Johann von Kröcher, detto Droiseke, con Johann von Buch. Il gruppo fu scoperto al pubblico il 22 marzo 1899.
Il capo della statua di Ottone IV si trova in luogo di proprietà privata. Parimenti per la Siegesallee di Berlino egli realizzò il Gruppo monumentale 31, con al centro la statua di Federico Guglielmo IV di Prussia. I busti accanto sono quelli del naturalista Alexander von Humboldt e dello scultore Christian Daniel Rauch. Questo gruppo scultoreo fu scoperto al pubblico il 26 ottobre 1900.